# Copa Interclubes de la Uncaf Femenino 2016
La Copa Interclubes de la Uncaf Femenino de 2016 fue la primera edición de la Copa Interclubes de la Uncaf Femenino realizada con sede en Costa Rica, se disputó entre 6 clubes de Centroamérica, entre el 24 de mayo de 2016 hasta el 29 de mayo de 2016.

## Sistema de juego
El torneo se jugó en tiempos de 80 minutos por partido, 40 minutos en el juego inicial y 40 minutos en la parte complementaria, las líderes de las fases de grupos se enfrentaban ante las de segundo lugar en semifinales, la ganadora en semifinales se enfrentaban en un partido único.

## Equipos participantes
| Equipos participantes | Equipos participantes | Equipos participantes |
| --------------------- | --------------------- | --------------------- |
| A. D. Moravia         | Deportivo Saprissa    | UNIFUT                |
| Asociación Pares      | UNAN Managua          | U. S. Pedro Sula      |

## Fase de grupos

### Grupo A
| Equipo             | Pts. | PJ | PG | PE | PP | GF | GC | DF |
| ------------------ | ---- | -- | -- | -- | -- | -- | -- | -- |
| Deportivo Saprissa | 6    | 2  | 2  | 0  | 0  | 9  | 0  | 9  |
| U. S. Pedro Sula   | 3    | 2  | 1  | 0  | 1  | 6  | 4  | 2  |
| Asociación Pares   | 0    | 2  | 0  | 0  | 2  | 6  | 5  | 1  |

| 24 de mayo de 2016 | Deportivo Saprissa                                                         | 4:0 | Asociación Pares | Estadio Ernesto Rohrmoser, Pavas, San José |                       |
|                    | Fabiola Villalobos 31' 70' · Katherine Alvarado 40' · Cristin Granados 53' |     |                  | Árbitra: Vilma Montes                      | Árbitra: Vilma Montes |

| 25 de mayo de 2016 | Asociación Pares | 1:2 | U. S. Pedro Sula                     | Estadio Ernesto Rohrmoser, Pavas, San José |                           |
|                    | Niurka Oliva 69' |     | Dulce Aguilar 9' · Waleska Amaya 63' | Árbitra: Kimberly Sánchez                  | Árbitra: Kimberly Sánchez |

| 26 de mayo de 2016 | U. S. Pedro Sula | 0:5 | Deportivo Saprissa                                                                                   | Estadio Ernesto Rohrmoser, Pavas, San José |                       |
|                    |                  |     | Fabiola Villalobos 26' · Valeria del Campo 67' · Cristin Granados 69' 77' · María Paula Elizondo 80' | Árbitra: Vilma Montes                      | Árbitra: Vilma Montes |

### Grupo B
| Selección     | Pts. | PJ | PG | PE | PP | GF | GC | DF |
| ------------- | ---- | -- | -- | -- | -- | -- | -- | -- |
| UNIFUT        | 6    | 2  | 2  | 0  | 0  | 5  | 2  | 3  |
| A. D. Moravia | 3    | 2  | 1  | 0  | 1  | 6  | 5  | 1  |
| UNAN Managua  | 0    | 2  | 0  | 0  | 2  | 1  | 5  | -4 |

| 24 de mayo de 2016 | A. D. Moravia                                      | 4:1 | UNAN Managua     | Estadio Ernesto Rohrmoser, Pavas, San José |                        |
|                    | Morales 38' · María Barrantes 55' · Molina 63' 70' |     | Andrea López 18' | Árbitra: Melissa Pérez                     | Árbitra: Melissa Pérez |

| 25 de mayo de 2016 | UNAN Managua | 0:1 | UNIFUT             | Estadio Ernesto Rohrmoser, Pavas, San José |                          |
|                    |              |     | Marilyn Rivera 30' | Árbitra: Cibeles Miranda                   | Árbitra: Cibeles Miranda |

| 26 de mayo de 2016 | UNIFUT                                                  | 4:2 | A. D. Moravia               | Estadio Ernesto Rohrmoser, Pavas, San José |                        |
|                    | Celeste Gatica 33' · Herrera 55' · Rivera 65' López 70' |     | Barrantes 18' · Morales 59' | Árbitra: Melissa Pérez                     | Árbitra: Melissa Pérez |

## Fase final

### Semifinales
| 28 de mayo de 2016 | UNIFUT                                         | 2:0 | U.S Pedro Sula | Estadio Ernesto Rohrmoser, Pavas, San José |                           |
|                    | Vivian Herrera 6' · Cinthya López 40+2' (pen.) |     |                | Árbitra: Kimberly Sánchez                  | Árbitra: Kimberly Sánchez |

| 28 de mayo de 2016 | Deportivo Saprissa                                         | 2:3 | A. D. Moravia                                  | Estadio Ernesto Rohrmoser, Pavas, San José |                       |
|                    | Katherine Alvarado Aguilar 7' (pen.) · Cristin Granados 9' |     | Karla Villalobos 12' 68' · Yesmi Rodríguez 26' | Árbitra: Vilma Montes                      | Árbitra: Vilma Montes |

### Final
| 29 de mayo de 2016 | UNIFUT | 0:1 | A. D. Moravia    | Estadio Ernesto Rohrmoser, Pavas, San José |                        |
|                    |        |     | Daniela Coto 12' | Árbitra: Melissa Pérez                     | Árbitra: Melissa Pérez |

|                                   |
| Bandera de Costa Rica             |
| Campeón A. D. Moravia 1.er título |

## Estadísticas

### Goleadoras
| Jugadora           | Equipo             | Goles |
| ------------------ | ------------------ | ----- |
| Cristin Granados   | Deportivo Saprissa | 4     |
| Fabiola Villalobos | Deportivo Saprissa | 3     |
| Katherine Alvarado | Deportivo Saprissa | 2     |
| María Barrantes    | A.D Moravia        | 2     |
| Vivian Herrera     | UNIFUT             | 2     |
| Cinthya López      | UNIFUT             | 2     |
| Naomi Molina       | A.D Moravia        | 2     |
| Marilyn Rivera     | UNIFUT             | 2     |
| Karla Villalobos   | A.D Moravia        | 2     |

### Tabla general
| Pos. | Equipo             | Pts | PJ | PG | PE | PP | GF | GC | Dif. |
| ---- | ------------------ | --- | -- | -- | -- | -- | -- | -- | ---- |
| 1    | A. D. Moravia      | 9   | 4  | 3  | 0  | 1  | 10 | 7  | 3    |
| 2    | UNIFUT             | 9   | 4  | 3  | 0  | 1  | 7  | 3  | 4    |
| 3    | Deportivo Saprissa | 6   | 3  | 2  | 0  | 1  | 11 | 3  | 8    |
| 4    | U. S. Pedro Sula   | 3   | 3  | 1  | 0  | 2  | 6  | 6  | 0    |
| 5    | Asociación Pares   | 0   | 2  | 0  | 0  | 2  | 6  | 5  | 1    |
| 6    | UNAN Managua       | 0   | 2  | 0  | 0  | 2  | 1  | 5  | -4   |